# Glutamate-1-semialdéhyde
Le glutamate-1-semialdéhyde est un précurseur de l'acide δ-aminolévulinique, intermédiaire de la biosynthèse des porphyrines chez les plantes, les algues, les bactéries (hormis les protéobactéries) et les archées.